# Hydropsyche dolon
Hydropsyche dolon là một loài Trichoptera trong họ Hydropsychidae. Chúng phân bố ở miền Cổ bắc.